# Två ägg i högklackat
Två ägg i högklackat! – Två bröder året efter är en svensk komedi av buskisduon Stefan & Krister, en fortsättning till Två bröder emellan.
Den hade premiär den 3 juli år 2005 på Vallarnas friluftsteater i Falkenberg och visades den 26 april år 2006 på TV4.

## Handling
Bröderna Ingmar och Gustav är ovänner och har delat verksamheten mitt itu; en gränslinje från framkanten till rakt igenom dasset, som de båda kan använda med var sin dörr. Gustav driver en motorsågsverkstad i före detta affärsbyggnaden, medan Ingmar fortfarande driver sin motellverksamhet och har anställt Virena och den före detta snickaren Lufsen.
Ingmar har anordnat en singelfestival till denna lördag, men har legat sjuk flera dagar och lämnat över ansvaret till Lufsen vilket Ingmar snabbt får ångra, och det hela verkar gå åt skogen då bara två anmält sig; egentligen ett gift par, men de luras att de är mor och son Bengtsson. Samtidigt har kompaniet besök av den sjukhusvane och ständigt glade pensionären Hans-Rutger Vällingstråhle som är ute efter lunch, men detta blir en dagslång väntan med ett antal förvirringar. 
För att inte festivalen skall behöva bli ett fiasko och hamna på löpsedlarna tvingas antingen Lufsen eller Ingermar att klä ut sig till kvinna, men ett missförstånd leder till att båda klär ut sig. Gustav och Ingmar har tidigare samma dag gjort en vadslagning om huruvida Gustav, som stolt påstår han inte längre är öppen för kvinnor, kommer flirta eller ej under festivalen. Samtidigt förbereder Virena en konferens med Landstinget inför veckostarten. Ingmar är fortfarande förtjust i henne, och hans singelfestival är egentligen för att försöka få henne imponerad.

## Rollista
| Claes Månsson      | – Hans-Rutger Vällingstråhle, pensionär            |
| Stefan Gerhardsson | – Ingmar Nilsson, alias fröken Svea-Ulla "Svullna" |
| Jojje Jönsson      | – Lars-Uno "Lufsen" Olsen, alias fröken Mona-Lisa  |
| Jeanette Capocci   | – Virena Melanski                                  |
| Lasse Väringer     | – Gustav Nilsson                                   |
| Per Andersson      | – Bengt von Bengtsson, gäst från Kungsbacka        |
| Anna Carlsson      | – Monica von Bengtsson, gäst från Kungsbacka       |
| Krister Classon    | – Berättare (okrediterad)                          |